# 玻利維亞鈎鯰
玻利維亞鈎鯰，為輻鰭魚綱鯰形目甲鯰科的其中一種，為熱帶淡水魚，分布於南美洲秘魯及玻利維亞Beni、 Mamoré及Madre de Dios河流域，體長可達8.8公分，棲息在底層水域，生活習性不明。

## 扩展阅读
維基物種上的相關：玻利維亞鈎鯰